# Peter Janich

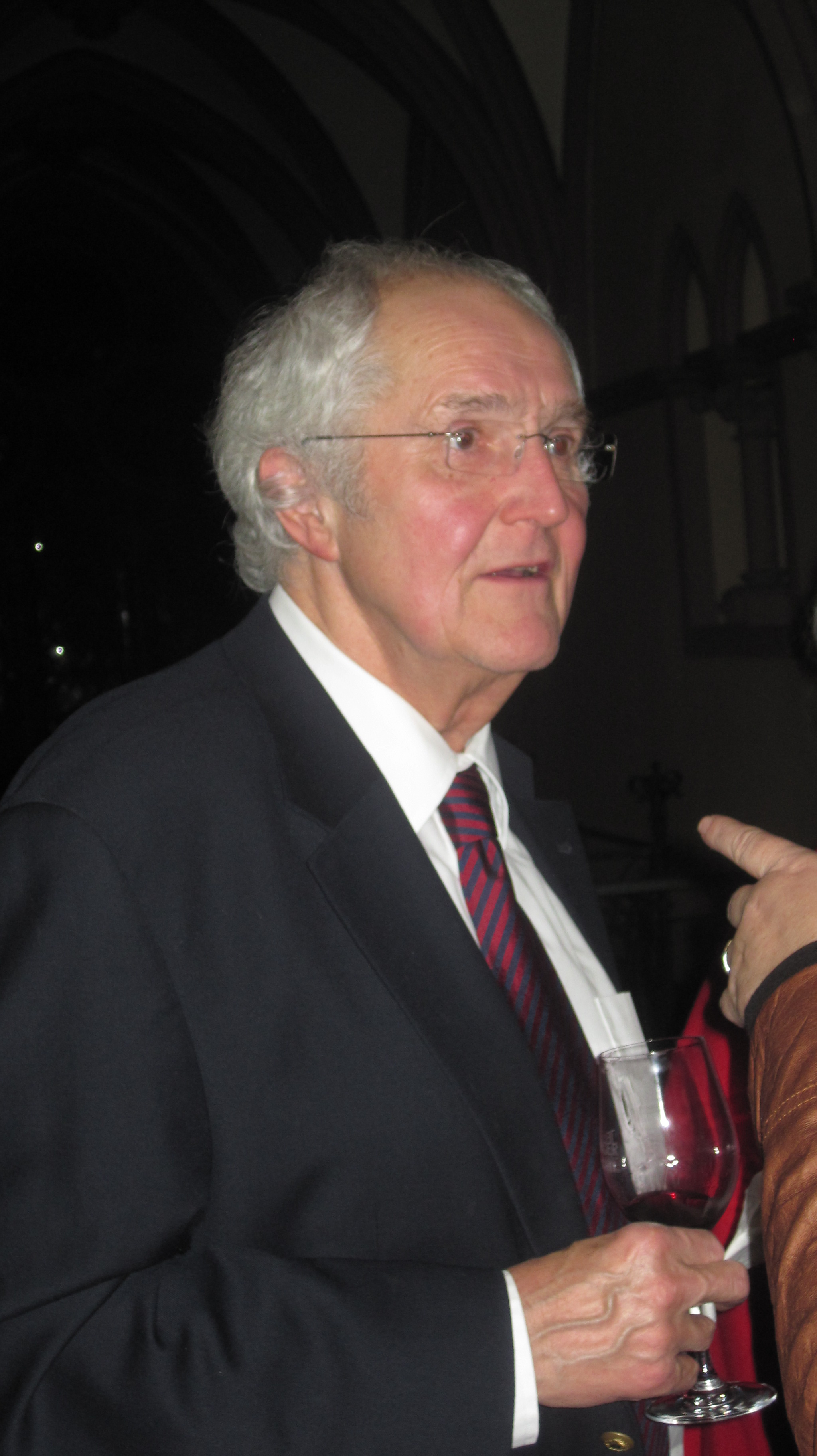
Peter Janich 2011

Peter Janich (* 4. Januar 1942 in München; † 4. September 2016 in Rauschenberg) war ein deutscher Philosoph und Mitbegründer des Methodischen Kulturalismus.

## Leben
Peter Janich studierte Physik, Philosophie und Psychologie an den Universitäten Erlangen und Hamburg. Er promovierte 1969 in Philosophie und war 1969/70 Gastdozent an der University of Texas at Austin. Von 1971 bis 1973 war er Wissenschaftlicher Rat und von 1973 bis 1980 Professor für Wissenschaftstheorie der exakten Wissenschaften an der Universität Konstanz. Von 1980 bis zu seiner Pensionierung 2007 hatte er den Lehrstuhl für Systematische Philosophie mit dem Schwerpunkt Theoretische Philosophie an der Philipps-Universität Marburg inne. 2005 wurde er zum Mitglied der Academia Europaea gewählt. Seit Januar 2016 war Janich Dr. phil. ehrenhalber am Karlsruher Institut für Technologie (KIT).
Peter Janich war bis zu seinem Tod mit Annemarie Janich verheiratet. Das Paar hatte zwei Töchter (eine davon ist Nina Janich) und einen Sohn.

## Arbeitsgebiete
Janich war ein Mitbegründer und Vertreter des Methodischen Kulturalismus als Weiterführung des Methodischen Konstruktivismus der Erlanger Schule (Erlanger Konstruktivismus). In diesem Rahmen hat er mit Paul Lorenzen und Rüdiger Inhetveen grundlegende Beiträge zur Protophysik, speziell zur Protophysik der Zeit vorgelegt.
Janich lehrte in Marburg eine pragmatische und operationalistische Wissenschaftstheorie, die sich besonders mit den Grundlagen der Naturwissenschaften: Mathematik, Informatik, Biologie, Chemie und Psychologie beschäftigte. Schüler von Janich (und teilweise seine Assistenten) waren: Armin Grunwald, Mathias Gutmann, Gerd Hanekamp, Dirk Hartmann, Rainer Lange, Nikolaos Psarros, Wolfgang Schonefeld, Holm Tetens, Michael Weingarten, Walther Zitterbarth.
Wissenschaft entsteht, gemäß Janich, durch Hochstilisierung von Lebenspraxen. Die Beurteilungsinstanz liegt dabei im Gelingen des Handelns, d. h. in dessen Erfolg, seinen angestrebten und tatsächlich auch erreichten oder eingetretenen Folgen.
Weitere Arbeitsgebiete: Handlungstheorie, Sprachphilosophie, Erkenntnistheorie, Wahrheitstheorie, Technikphilosophie, Wissenschaftsgeschichte.

## Schriften
- Die Protophysik der Zeit (= BI Hochschultaschenbücher Band 517), Bibliographisches Institut, Mannheim 1969 DNB 457091398. (Dissertation Universität Erlangen-Nürnberg, Philosophische Fakultät, 8. August 1969, 177 Seiten DNB 482470232)[3]
- Zweck und Methode der Physik aus philosophischer Sicht (= Konstanzer Universitätsreden, Band 65), Druckerei und Verlagsanstalt Konstanz Universitätsverlag, Konstanz 1973, ISBN 3-87940-077-6 (Überarbeitete Fassung der öffentlichen Antrittsvorlesung, die der Autor am 25. Juni 1973 an der Universität Konstanz gehalten hat).
- Eindeutigkeit, Konsistenz und methodische Ordnung: Normative versus deskriptive Wissenschaftstheorie der Physik. In: Friedrich Kambartel, Jürgen Mittelstraß (Hrsg.): Zum normativen Fundament der Wissenschaft. Athenäum, Frankfurt am Main 1973, ISBN 3-7610-9252-0, S. 131–158.
- mit Friedrich Kambartel und Jürgen Mittelstraß: Wissenschaftstheorie als Wissenschaftskritik. aspekte, Frankfurt 1974, ISBN 3-921096-20-0. (Zuerst als Artikelserie erschienen in: aspekte. das deutsche studienmagazin. Ausgaben vom September 1972 – Mai 1973)
- Die Protophysik der Zeit. Konstruktive Begründung und Geschichte der Zeitmessung. (Theorie) Suhrkamp, Frankfurt 1980, ISBN 3-518-06416-9.
  - Protophysics of Time. In: R. S. Cohen, M. W. Wartofsky (Hrsg.): Boston Studies in the Philosophy of Science. Vol. 30, Dordrecht, Boston/Lancaster 1985.
- Euklids Erbe. Ist der Raum dreidimensional? Beck, München 1989, ISBN 3-406-33980-8.
  - Euclid’s Heritage. Is Space Three-Dimensional? In: R. E. Butts (Hrsg.): The University of Westers Ontario Series in Philosophy of Science. Vol. 52, Dordrecht, Boston/London 1992.
- Grenzen der Naturwissenschaft. Erkennen als Handeln. Beck, München 1992, ISBN 3-406-34055-5. (BsR 463)
  - I Limiti della Scienza Naturale. La conoscenza come azione. Einleitung und Übersetzung von Marco Buzzoni. Mailand 1996.
  - Japanische Übersetzung Tokyo 2004.
- Erkennen als Handeln. Von der konstruktiven Wissenschaftstheorie zur Erkenntnistheorie. In: Wolfram Hogrebe (Hrsg.): Jenaer Philosophische Vorträge und Studien. Nr. 3. Erlangen/Jena 1993, ISBN 3-7896-0516-6.
- Konstruktivismus und Naturerkenntnis. Auf dem Weg zum Kulturalismus. Suhrkamp, Frankfurt 1996, ISBN 3-518-28844-X. (stw 1244)
- mit Mathias Gutmann: Zur Wissenschaftstheorie der Genetik. Materialien zum Genbegriff. In: Graue Reihe. der Europäischen Akademie Bad Neuenahr-Ahrweiler, Nr. 5 (1997).
- Was ist Wahrheit? Eine philosophische Einführung. Beck, München 1996, 2000 (BsR 2052), ISBN 3-406-41052-9[4]
- Was heißt und woher wissen wir, daß unser Erfahrungsraum dreidimensional ist? Sitzungsbericht der Wissenschaftlichen Gesellschaft an der Johann-Wolfgang-Goethe-Universität Frankfurt, Band XXXIV, 2 (1996), ISBN 3-515-06956-9.
- Kleine Philosophie der Naturwissenschaften. Beck, München 1997 (BsR 1203), ISBN 3-406-42003-6.[5]
- Das Maß der Dinge. Protophysik von Raum, Zeit und Materie. Suhrkamp, Frankfurt 1997 (stw 1334), ISBN 3-518-28934-9.
- Die Naturalisierung der Information. In: Sitzungsberichte der Wissenschaftlichen Gesellschaft an der Johann-Wolfgang-Goethe-Universität. Frankfurt, Bd. XXXVII, 2 (1999), ISBN 3-515-07558-5.
- mit Michael Weingarten: Wissenschaftstheorie der Biologie. Methodische Wissenschaftstheorie und die Begründung der Wissenschaften. Fink, München 1999 (UTB 2033), ISBN 3-7705-3323-2, ISBN 3-8252-2033-8.
- Was ist Erkenntnis? Eine philosophische Einführung. Beck, München 2000 (BsR 1376), ISBN 3-406-45916-1.
- Logisch-pragmatische Propädeutik. Ein Grundkurs im philosophischen Reflektieren. Velbrück, Weilerswist 2001, ISBN 3-934730-37-X. (Neuaufl. i.Vorb.)
- Die Begründung der Geometrie aus der Poiesis. Sitzungsbericht der Wissenschaftlichen Gesellschaft an der Johann-Wolfgang-Goethe-Universität Frankfurt, Bd. XXXIX,2 (2001), ISBN 3-515-07898-3.
- Mensch und Natur. Zur Revision eines Verhältnisses im Blick auf die Wissenschaften. In: Sitzungsberichte der Wissenschaftlichen Gesellschaft an der Johann-Wolfgang-Goethe-Universität. Frankfurt, Bd. XL, 2, (2002), ISBN 3-515-08189-5.
- Kultur und Methode. Philosophie in einer wissenschaftlich geprägten Welt. Suhrkamp, Frankfurt am Main 2006 (stw 1773), ISBN 3-518-29373-7.
- Was ist Information? Kritik einer Legende. Suhrkamp, Frankfurt 2006, ISBN 3-518-58470-7.
- u. a.: Nanotechnology. Assessment and Perspectives. Springer, Berlin/Heidelberg 2006.
- mit Helmut Schmidt und Carl Friedrich Gethmann: Die Verantwortung des Politikers. Fink, München 2008, ISBN 978-3-7705-4592-6.
- Kein neues Menschenbild. Zur Sprache der Hirnforschung. (edition unseld Nr. 21) Suhrkamp, Frankfurt 2009, ISBN 978-3-518-26021-0.
- Der Mensch und andere Tiere. Das zweideutige Erbe Darwins. (edition unseld Nr. 35) Suhrkamp, Berlin 2010, ISBN 978-3-518-26035-7.
- Emergenz – Lückenbüssergottheit für Natur- und Geisteswissenschaften, ergänzt um eine Korrespondenz mit Hans-Rainer Duncker. In: Sitzungsberichte der Wissenschaftlichen Gesellschaft an der Johann Wolfgang Goethe-Universität Frankfurt am Main Band XLIX, 2, Frank Steiner, Stuttgart 2011, ISBN 978-3-515-09871-7.
- Der Mensch zwischen Natur und Kultur (Reihe „Philosophie und Psychologie im Dialog“, hrsg. von Christoph Hubig und Gerd Jüttemann). Zusammen mit Rolf Oerter. Vandenhoeck & Ruprecht, Göttingen 2012, ISBN 978-3-525-40180-4.
- Sprache und Methode. Eine Einführung in philosophische Reflexion. Tübingen 2014, ISBN 978-3-8252-4124-7
- Handwerk und Mundwerk. Über das Herstellen von Wissen. München 2015, ISBN 978-3-406-67490-7

Als Herausgeber:
- Wissenschaftstheorie und Wissenschaftsforschung. Beck, München 1981 (Edition Beck), ISBN 3-406-08129-0.
- Methodische Philosophie. Beiträge zum Begründungsproblem der exakten Wissenschaften in Auseinandersetzung mit Hugo Dingler. B.I.-Wissenschaftsverlag, Mannheim 1984, ISBN 3-411-01697-3.
- Protophysik heute. Sonderheft von Philosophia naturalis. Hain, Meisenheim 1985.
- Entwicklungen der Methodischen Philosophie. Suhrkamp, Frankfurt 1992 (stw 979), ISBN 3-518-28579-3.
- mit Nikolaos Psarros: Philosophische Perspektiven der Chemie. B.I.-Wissenschaftsverlag, Mannheim 1994, ISBN 3-411-17301-7.
- mit Nikolaos Psarros: Die Sprache der Chemie Königshausen & Neumann, Würzburg 1996, ISBN 3-8260-1180-5.
- mit Christoph Rüchardt: Natürlich, technisch, chemisch. Verhältnisse zur Natur am Beispiel der Chemie. Springer, Berlin, New York 1996, ISBN 3-11-015013-1.
- mit Dirk Hartmann: Methodischer Kulturalismus. Zwischen Naturalismus und Postmoderne. Suhrkamp Frankfurt 1996 (stw 1272), ISBN 3-518-28872-5.
- mit Nikolaos Psarros: The Autonomy of Chemistry. Königshausen & Neumann, Würzburg 1998, ISBN 3-8260-1486-3.
- Chemische Grenzwerte. Eine Standortbestimmung von Chemikern, Juristen, Soziologen und Philosophen. Wiley-VCH, Weinheim 1998, ISBN 3-527-29815-0.
- mit Dirk Hartmann: Die Kulturalistische Wende. Zur Orientierung des philosophischen Selbstverständnisses. Suhrkamp, Frankfurt 1998 (stw 1391), ISBN 3-518-28991-8.
- Wechselwirkungen. Zum Verhältnis von Kulturalismus, Phänomenologie und Methode. Königshausen & Neumann, Würzburg 1999, ISBN 3-8260-1541-X.
- u. a.: Biodiversität. Wissenschaftliche Grundlagen und gesellschaftliche Relevanz. Springer, Berlin, Heidelberg, New York 2002, ISBN 3-540-42658-2.
- Wissenschaft und Leben. Philosophische Begründungsprobleme in Auseinandersetzung mit Hugo Dingler. transript, Bielefeld 2006, ISBN 3-89942-475-1. (Digitalisat)
- Humane Orientierungswissenschaft. Was leisten verschiedene Wissenschaftskulturen für das Verständnis menschlicher Lebenswelt. Königshausen & Neumann, Würzburg 2008, ISBN 978-3-8260-3786-3.
- Naturalismus und Menschenbild. (Deutsches Jahrbuch Philosophie Bd. 1, herausgegeben im Auftrag der Deutschen Gesellschaft für Philosophie). Meiner, Hamburg 2008, ISBN 978-3-7873-1879-7.
- Emergenz – Lückenbüssergottheit für Natur- und Geisteswissenschaften. Ergänzt um eine Korrespondenz mit Hans-Rainer-Duncker. Franz Steiner Verlag, Stuttgart 2011, ISBN 978-3-515-09871-7.
- Der Mensch und seine Tiere. Mensch-Tier-Verhältnisse im Spiegel der Wissenschaften. Frankfurt 2014, ISBN 978-3-515-10922-2.

## Mitgliedschaften
Janich war Mitglied des Kuratoriums der Hugo-Dingler-Stiftung und deren Stiftungsvorsitzender.